# Impatiens fianarantsoae
Impatiens fianarantsoae är en balsaminväxtart som beskrevs av Fischer och Raheliv. Impatiens fianarantsoae ingår i släktet balsaminer, och familjen balsaminväxter. Inga underarter finns listade i Catalogue of Life.